# Kabaláspatak
Kabaláspatak (Bălaia), település Romániában, a Partiumban, Bihar megyében.

## Fekvése
Nagyváradtól északkeletre, a Réz-hegység nyúlványai alatt,  Telegdtől északnyugatra, Mezőbottyán északkeleti szomszédjában fekvő zsáktelepülés.

## Története
Kabaláspatak  már a 16. században Kabalapatak nevet viselt és a Thelegdy család uradalmához tartozott. Nevét 1622-ben Kabaláspatak  néven említette először oklevél.
Az 1800-as évek elején a Ferdényi család birtoka volt. 1851-ben Fényes Elek írta a településről: „230 óhitü lakossal, anyatemplommal, hegyes erdős határral, 75 urbéri telekkel. Birja a Ferdényi család.”
1910-ben 817 lakosából 775 román, 38 magyar, volt. Ebből 752 görögkeleti ortodox , 13 római katolikus, 12 református volt.
A trianoni békeszerződés előtt Bihar vármegye Központi járásához tartozott.

## Nevezetességek
- Görög keleti temploma 1800 körül épült.